# Nørager Sogn
Nørager Sogn er et sogn i Norddjurs Provsti (Århus Stift).
I 1800-tallet var Nørager Sogn anneks til Gjesing Sogn. Begge sogne hørte til Sønderhald Herred i Randers Amt. Gjesing-Nørager sognekommune blev ved kommunalreformen i 1970 indlemmet i Rougsø Kommune, som ved strukturreformen i 2007 indgik i Norddjurs Kommune.
I Nørager Sogn ligger Nørager Kirke.
I sognet findes følgende autoriserede stednavne:
- Brændevinshøj (areal)
- Dyrbjerg (areal)
- Dyrsø (vandareal)
- Fjerupgårde (bebyggelse, ejerlav)
- Fuglsø Mose (areal)
- Havhuse (bebyggelse)
- Karhus Plantage (areal)
- Mogenstrup (bebyggelse, ejerlav)
- Nørager (bebyggelse, ejerlav)
- Nørager Mark (bebyggelse)
- Rygård Strand (bebyggelse, ejerlav)
- Rygårde (bebyggelse, ejerlav)
- Rygårde Strand (bebyggelse)
- Skovgårde (bebyggelse, ejerlav)
- Skovgårde Strand (bebyggelse)
- Tustrup (bebyggelse, ejerlav)
- Tustrup Hede (bebyggelse)
- Tustrup Kær (bebyggelse)
- Tustrup Mark (bebyggelse)